# Sérine Hanaoui
Sérine Hanaoui (ur. 10 stycznia 1988 w mieście Bouira) – algierska siatkarka, występująca we francuskim zespole Terville OC. W 2008 roku była członkiem drużyny olimpijskiej w Pekinie. Jej matka jest byłą reprezentantką Algierii w siatkówce - grała w niej w latach 70. XX w.

## Informacje klubowe
- Obecny klub: Terville OC
- Były klub: Istres volleyball
- Pierwszy klub: Lyon volleyball